# Никитина, Зоя Григорьевна
Зоя Григорьевна Никитина (17 марта 1938, Берёзовка, Берёзовский район, Красноярский край, РСФСР, СССР — 4 декабря 2024, Зоркальцево, Томская область) — советский передовик сельского хозяйства, Герой Социалистического Труда.

## Биография
Родилась 17 марта 1938 года в селе Берёзовка Советского района Красноярского края. Член КПСС.
В 1950—1993 годах — работница парникового хозяйства, доярка колхоза «Межениновский», работница фермы колхоза «Заварзино», оператор машинного доения совхоза «Рыбалковский», оператор машинного доения совхоза «Октябрь» Томского района Томской области.
Указом Президиума Верховного Совета СССР от 13 марта 1981 года Зое Григорьевне Никитиной присвоено звание Героя Социалистического Труда с вручением ордена Ленина и золотой медали «Серп и Молот».
Делегат XXVI съезда КПСС. Являлась Депутатом Зоркальцевского сельского совета Томской области.
Проживала в Зоркальцеве Томской области. Скончалась 4 декабря 2024 года в возрасте 86 лет.

## Награды и звания
- Герой Социалистического Труда (13.03.1981)
- Орден Ленина (06.09.1973; 13.03.1981)
- Орден Трудового Красного Знамени (08.04.1971)